# Anselmo Lurago

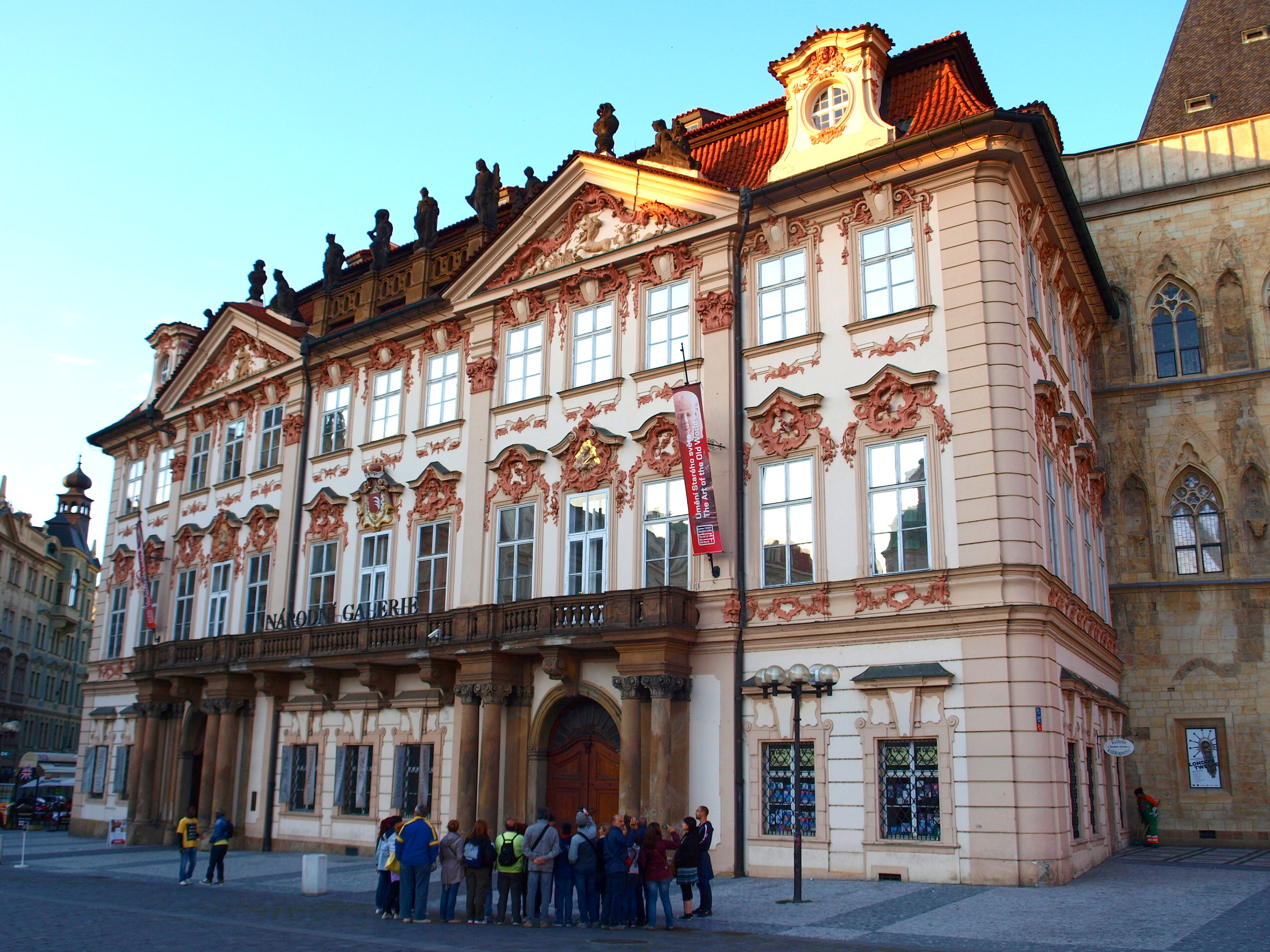
Palác Kinských, jedna ze staveb, kde A. Lurago navázal na předchozí návrh Kiliána Ignáce Dientzenhofera.

Anselmo Martin Lurago, nebo jen Anselmo Lurago (asi 1701, Como – 29. listopadu 1765, Praha) byl český architekt a stavitel italského původu v období vrcholného a pozdního baroka, jeden z nejplodnějších projektantů české architektury pozdního baroka.

## Život
Pocházel z rozvětvené severoitalské rodiny architektů, stavitelů a štukaterů, z okolí Comského jezera. V Comu byl pokřtěn 9. ledna 1701. Podle vlastních slov získal první školení u svého strýce, Giovanniho Antonia Luraga. Po příchodu do Čech se vyučil u architekta Františka Maxmiliána Kaňky a pak získával praxi na pevnostních stavbách u svého strýce Bartolomea Scottiho, u něhož pracoval devět let.
Roku 1727 získal měšťanské právo v Praze na Malé Straně. Od roku 1752 realizoval ve funkci dvorního stavitele přestavbu Pražského hradu podle plánů Nicola Pacassiho.
Byl dvakrát ženatý. V letech 1753–1756 byl rektorem Vlašské kongregace na Malé Straně, jejíž součástí byl i sirotčinec, o který se pečlivě staral. Pohřben byl u kostela svatého Jana Křtitele v Oboře na Malé Straně.

## Dílo
Zaměstnávala jej zejména šlechtická klientela, například Kounicové, Salmové, Šlikové nebo Černínové (rekonstrukce hradčanského paláce), Ditrichštejnové, Kounicové, Salmové a Šlikové. Po svém strýci dokončoval stavby v Osově a Lysé nad Labem. Stal se nástupcem Kiliána Ignáce Dientzenhofera, na jehož práci navázal ve šlechtickém prostředí (palác Sylva-Taroucca a palác Kinských) a také v pracích pro katolickou církev v Praze (kostel svatého Mikuláše na Malé straně, kostel svatého Tomáše, Břevnovský klášter) i jinde v Čechách, (klášter Dolní Ročov, Broumovský klášter, Přeštice). Navrhoval také kostel sv. Václava ve Vysoké na Mělnicku, interiér zámecké kaple v Hoříně či kostel sv. Vavřince v Jezvém u České Lípy ad. Ze zámeckých interiérů, které navrhovl, se dochoval injteriér zámecké kaple v Hoříně. 
Bývá považován za autora projektu kostela Panny Marie Sedmibolestné v Rabštejně nad Střelou.